# Madurai
Madurai (Tamilsky: மதுரை, [mɐd̪ɯrəj]; dříve Madura) je hlavní město stejnojmenného okresu Madurai v Indickém svazovém státu Tamilnádu. Je jedno z nejstarších měst jižní Indie i jedno z vůbec nejstarších měst světa. Madurai leží na řece Vaigai. Se staletou tradicí vzdělání a textilní výroby je druhým největším městem svazového státu Tamilnádu hned po Madrásu.

## Historie
Nejstarší zmínky o městě Madurai pochází již ze 4. století př. n. l. Objevují se ve starotamilské[ujasnit] a starořecké literatuře. Město bylo centrem obchodu s kořením a sídlila zde akademie starotamilských básníků – sangam. V průběhu staletí se vláda v Madurai měnila, bylo postupně pod nadvládou Čólů, Pándjů, muslimských dobyvatelů, vidžajanagarských králů a Nájaků. Nájakové vládli až do roku 1781, později přešlo město do správy Britské Východoindické společnosti.

## Chrámy
Rušnými ulicemi města Madurai denně prochází zástupy turistů, obchodníků, žebráků, ale i poutníků navštěvující tamější chrámy. Mezi nejvýznamnější pamětihodnosti této oblasti patří
- Chrám Šrí Minákší
- Palác Nájaka Tirumalaje

### Chrám Šrí Minákší
Tento pestrobarevný a bohatě zdobený chrám, který je nádherným příkladem drávidské architektury, vyhledávají celoročně zástupy věřících. Denně zde projde na 10 000 návštěvníků. Byl navržen v roce 1560 za vlády nájaka Višvanáthy a postaven za vlády nájaka Tirumalaje. Chrámový komplex zabírá plochu 6 hektarů, nad níž se tyčí do výšky 45-50 metrů dvanáct velkolepých gópur. Součástí chrámového komplexu je i muzeum chrámového umění, umístěné v Síni tisíce sloupů (ve skutečnosti jich je tu 997) [Hall of 1000 pillars].

### Palác Nájaka Tirumalaje
Indicko-saracénský palác nechal roku 1636 postavit naják Tirumalaj. Leží asi 20 minut pěšky jihozápadně od chrámu Šrí Minákší. Dnes z něj zbývá pouze vstupní brána, hlavní sál a tzv. Natakasala (taneční síň). Nádvoří obdélníkového tvaru bývá označeno jako Svargavisala (neboli Nebeský stan). Každou noc zde probíhá představení světlo a zvuk.

## Muzea
V poklidné oblasti města Madurai se nachází Pamětní muzeum Gándhího, poblíž kterého je i Maduraiské státní muzeum. Obě tato muzea se zabývají indickým bojem za nezávislost od roku 1757 až do roku 1947. Je zde k vidění slavný Gándhího dhótí (dlouhý lněný oděv), který měl Gándhí na sobě při atentátu v Dilí.

## Medicínské názvosloví
Roku 1842 bylo v Madurai poprvé diagnostikováno infekční plísňové onemocnění napadající dolní končetiny a vytvářející objemné abscesy, pojmenované podle města jako madurská noha.

## Obrázková galerie

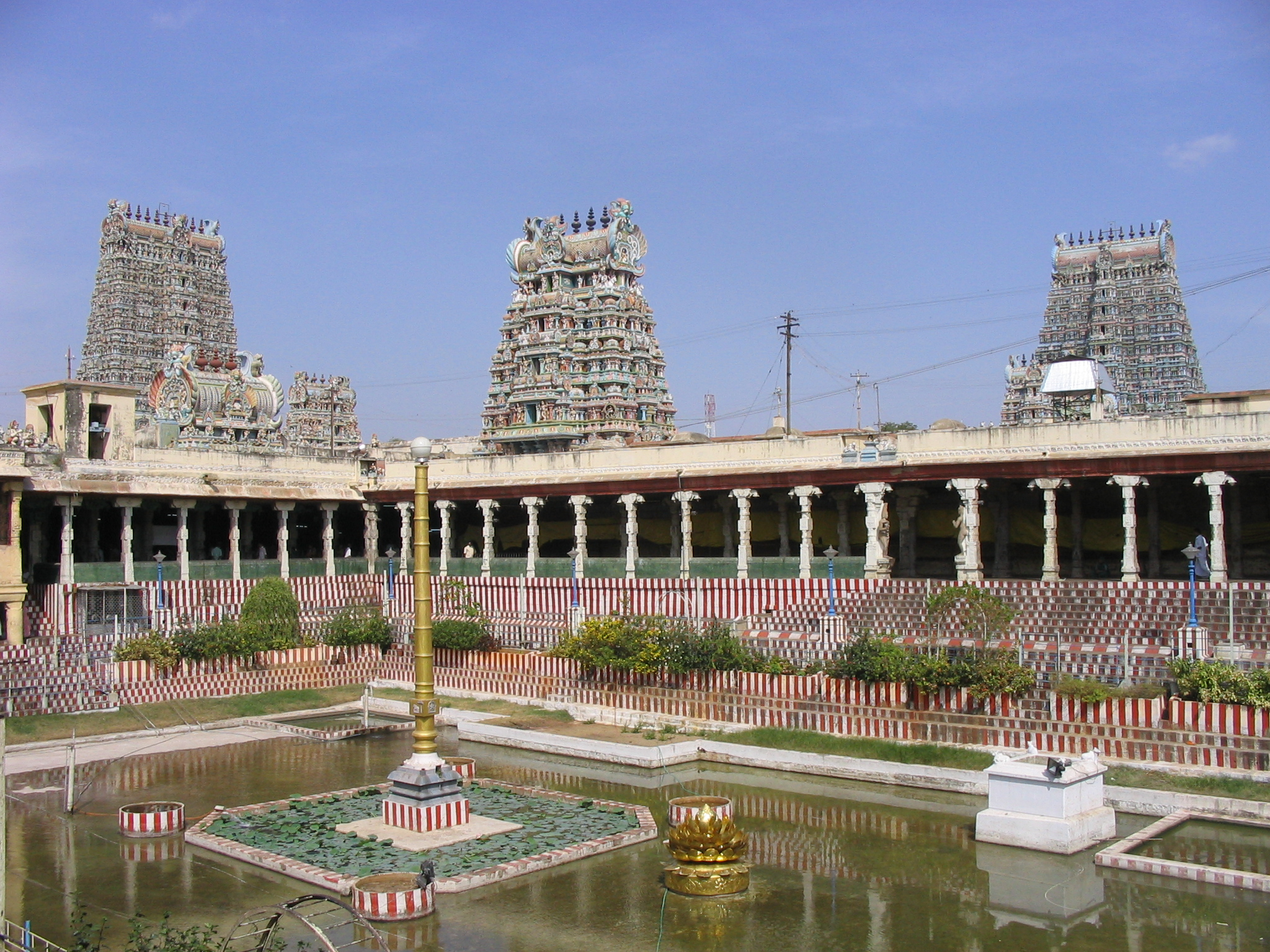
Chrám Šrí Minákší
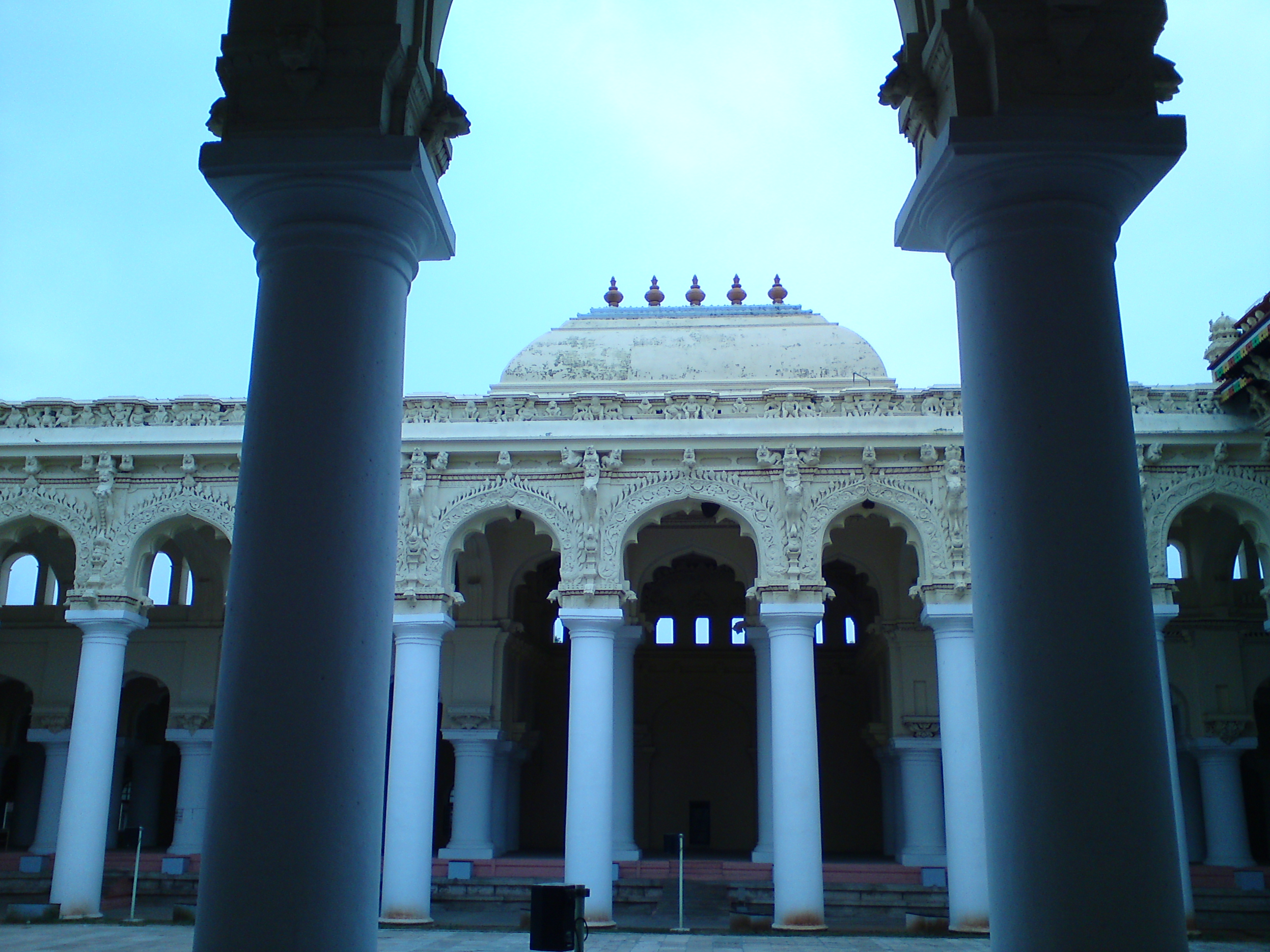
Palác Nájaka Tirumalaje
Gándhího muzeum